# Josip Bozanić
Josip Bozanić (Fiume, 1949. március 20.) horvát katolikus pap, nyugalmazott zágrábi érsek, bíboros. 1989 és 1997 között a Krki egyházmegye püspöke volt.

## Életrajz

### A kezdetek, felszentelése
Josip Bozanić a jugoszláviai Fiumében (ma Horvátország) született, Ivan Bozanić és Dinka Valković négy gyermeke közül a legidősebbként. A pazini kisszemináriumba, valamint a fiumei és a zágrábi teológiai fakultásra járt, ahol teológiából mesterdiplomát szerzett. 1975. június 29-én szentelte pappá Karmelo Zazinović püspök, akit ezután 1976-ig magántitkárként szolgált.

### Lelkipásztori munka
Három évig volt plébános, majd 1979 és 1985 között Rómában folytatta tanulmányait. A Gregoriana Pápai Egyetemen dogmatikus teológiából, a Lateráni Pápai Egyetemen pedig kánonjogból szerzett licenciátust.
Jugoszláviába visszatérve a Krki egyházmegye kancellárja (1986-1987) és álatlános helynöke (1987-1989) volt. Emellett 1988-tól 1997-ig dogmatikus teológiát és kánonjogot tanított a fiumei Teológiai Intézetben.

### Püspök
1989. május 10-én II. János Pál pápa krki koadjutor püspökké nevezte ki. Június 25-én szentelte püspökké Franjo Kuharić bíboros, Josip Pavlišić érsek és Karmelo Zazinović püspök társszentelésével, a Nagyboldogasszony-székesegyházban. 40 évével Európa egyik legfiatalabb püspöke volt. November 14-én, Zazinović lemondásával átvette az egyházmegye vezetését., ahol egyik őse, Bartol Bozanić ugyanebben a tisztségben szolgált 1839 és 1854 között.
1996 júniusától novemberéig a Fiume-Zenggi főegyházmegye vezetését is ellátta apostoli kormányzóként. 1997. július 5-én a Zágrábi főegyházmegye nyolcadik érsekévé nevezték ki. 1997 és 2007 között a Horvát Püspöki Konferencia elnöke volt, 2001 és 2006 között pedig az Európai Püspöki Konferenciák Tanácsának alelnöke.

### Bíboros
II. János Pál pápa a 2003. október 21-i konzisztóriumon a San Girolamo dei Croati címtemplom bíborosává kreálta. Részt vett a 2005-ös konklávén, amelyen megválasztották XVI. Benedek pápát.
A Római Kúrián belül tagja lett az Istentiszteleti és Szentségi Fegyelmi Kongregációnak, a Tanulmányi Intézetek Katolikus Nevelésügyi Kongregációjának, amelyet 2010. december 11-én megújítottak, a Világiak Pápai Tanácsának és a Püspöki Szinódus Európai Különleges Tanácsának. 2011. január 5-én az újonnan létrehozott Új Evangelizáció Pápai Tanácsa első tagjai közé került. 2011. december 29-én a Tömegkommunikáció Pápai Tanácsa tagjává nevezték ki.
2012. szeptember 18-án XVI. Benedek pápa a 2012. októberi, az új evangelizációról szóló püspöki szinóduson való részvételre kinevezettek közé vette fel.
Egyike volt azoknak a választó bíborosoknak, akik részt vettek a 2013-as konklávén, amely megválasztotta Ferenc pápát. 2013. november 30-án megerősítették kinevezését a Tanulmányi Intézetek Katolikus Nevelésügyi Kongregációjában.
2013-ban beavatkozott a horvát népszavazás megváltoztatására irányuló politikai kampányba, hogy az egyértelműbben határozza meg a házasságot csak egy férfi és egy nő közötti szövetségként. Lelkipásztori levelet adott ki, amelyet az ország összes katolikus templomában felolvastak, és amelyben emlékeztette a híveket, hogy „a házasság az egyetlen olyan szövetség, amely lehetővé teszi a nemzést.” A népszavazás 66%-os szavazati aránnyal 34% ellenében történt jóváhagyását az egyház nagy győzelmének tekintették.
2023. április 15-én a Szentatya elfogadta lemondását a zágrábi érseki tisztségről. Lemondását 74 évesen nyújtotta be, egy évvel korábban, mint kellett volna, utóda pedig azonnal koadjutora Dražen Kutleša érsek lett.

## Címer
|  | Jelmondat: Da život imaju Hogy életük legyen (Jn 10,10) |